# Óscar Romero
Svatý Óscar Arnulfo Romero y Galdámez (15. srpna 1917, Ciudad Barrios, San Miguel, Salvador – 24. března 1980) byl salvadorský duchovní, arcibiskup ze San Salvadoru (od února 1977), absolvent Gregoriánské univerzity v Římě.
Óscar Romero je ztělesněním otevřené církve, která je blízká chudým a bojujícím proti bezpráví, kterou papež František prosazoval.

## Život

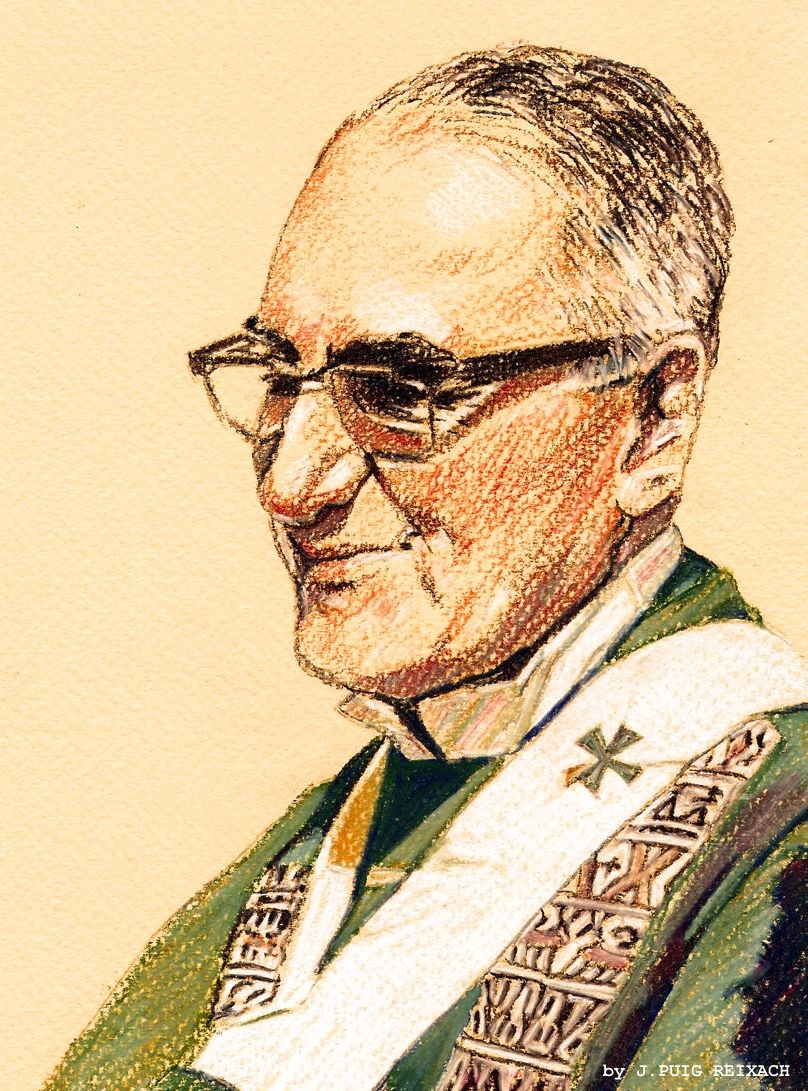
Óscar Romero (pastel)

Romero byl konzervativec odmítající teologii osvobození. Ale po vraždě svého přítele jezuity Rutilia Grande (zabit pravicovými teroristy, protože bránil právo rolníků na zakládání zemědělských družstev) začal ostře kritizoval porušování lidských práv v Salvadoru, ať už šlo o řádění armády nebo provládních „eskader smrti“. Také se postavil proti politice Spojených států podporující zabíjení rolníků a občanských aktivistů. Proamerický salvadorský tisk kritizoval takové postoje jako „podporu terorismu“. Když mu bylo vyhrožováno smrtí, odmítl přijmout nabídku na ochranu a neprůstřelné auto se slovy: „Dokud nebudete chránit můj lid, nemohu od vás přijmout ochranu.“ Poté propustil svého řidiče. Pro svou činnost byl nominován na Nobelovu cenu míru.

### Smrt

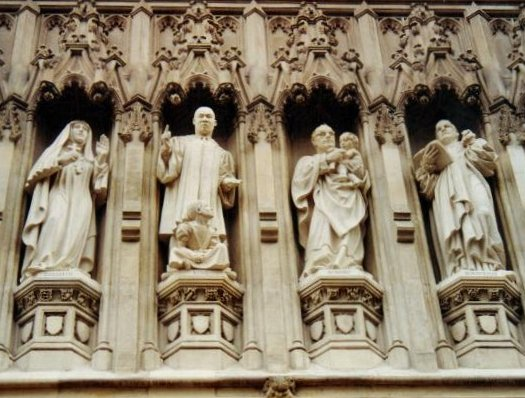
Sochy představující galerii mučedníků 20. století ve Westminsterském opatství. Zleva: Svatá Alžběta Ruská, Martin Luther King, Óscar Romero a Dietrich Bonhoeffer

Svou smrt Romero předpověděl několik dnů předtím, než se nastala: 
| „ | Zabijí mne, ale povstanu znovu v salvadorském lidu. | “ |

V březnu roku 1980 byl zastřelen, když sloužil mši v kapli nemocnice Boží Prozřetelnosti v San Salvadoru. Během jeho pohřbu, o šest dnů později, vybuchla před katedrálou bomba a odstřelovači rozmístění na střechách okolních domů zastřelili desítky věřících účastnících se obřadu. Jeho smrt byla jedním z aspektů, které roznítily salvadorskou občanskou válku.
Přes pokusy stoupenců pravice zabránit zjištění viníků zločinu, bylo vyšetřování úspěšné. Zavražděn byl členy pravicové eskadry smrti vedené Roberto D'Aubuissonem, vůdcem salvadorské křesťansko-liberální pravice (strana ARENA). Ten akci naplánoval a mezi účastníky rozdělil úkoly. D'Aubuisson v průběhu vyšetřování obvinil z vraždy levici, tuto verzi podporovala armáda. A to i poté, co vyšlo najevo, že důkazy proti levici D'Aubuisson zfalšoval.
Óscar Romero byl, před svou kanonizací, v Jižní Americe mnohými uznáván za neoficiálního svatého, přičemž ctěn a považován je i u protestantů a v anglikánské církvi. Tuto úctu oficiálně potvrdil papež František, který jej 23. května 2015 blahořečil a 14. října 2018 pak svatořečil. Spolupracovník arcibiskupa Romera, světící biskup Gregorio Rosa Chávez byl v roce 2017 jmenován kardinálem.